# Annabel Lee
 (novembre 2016).
Si vous disposez d'ouvrages ou d'articles de référence ou si vous connaissez des sites web de qualité traitant du thème abordé ici, merci de compléter l'article en donnant les références utiles à sa vérifiabilité et en les liant à la section « Notes et références ».
Pour le groupe de garage rock et indie bruxellois, voir Annabel Lee.
Annabel Lee est le dernier des poèmes écrits par Edgar Allan Poe. Rédigé en 1849, il n'a été publié qu'après la mort de Poe, intervenue cette même année. Le poème a été traduit en français par Stéphane Mallarmé.
Comme de nombreux poèmes de Poe, il évoque le thème de la mort d'une belle femme. Écrit à la première personne, le poème relate l'amour tragique entre le narrateur et une jeune fille nommée Annabel Lee. Le narrateur est uni à Annabel Lee par un amour si profond que les anges en conçoivent de la jalousie, et tuent la jeune fille. Après sa mort, le narrateur ne cesse de l'aimer. Son amour unit son âme à celle d'Annabel Lee par delà la mort. 
On ne sait de manière certaine qui a fourni l'inspiration pour la figure d'Annabel Lee. La femme de Poe, Virginia Poe, est toutefois généralement considérée comme l'inspiration la plus probable.

## Postérité littéraire
Le poème a été traduit en russe par Dmitri Sadovnikov et publié en 1879.
Dans le roman Lolita de Vladimir Nabokov, l'amour de jeunesse de Humbert Humbert s'appelle « Annabel Leigh ». Lolita est d'ailleurs truffé d'allusions au poème de Poe.

## Adaptations
- 1914 : La Conscience vengeresse (The Avenging Conscience ou Thou Shalt Not Kill) de D. W. Griffith.
- Joan Baez a chanté Annabel Lee sur son album Joan paru en 1967. Le poème a été mis en musique par Don Dilworth.
- Le compositeur Guy Reibel en a fait une pièce pour chœur et voix parlée dans sa Suite pour Edgar Poe sur l'album INA GRM/, série Gramme, paru en 1983.
- Adaptation d'Annabel Lee par le groupe pop-rock espagnol Radio Futura sur l'album La canción de Juan Perro en 1987.
- Martin Destrée a chanté Annabel Lee sur son album Entre Chien et Loup paru en 1990.
- Le groupe de folk hongrois Kaláka a composé, et chanté une chanson intitulée Lee Annácska en 1994.
- Le groupe de Gothic-rock germano-suédois Lucyfire a également écrit une chanson sous le même titre : elle figure dans l'unique album This Dollar Saved My Life at Whitehorse (2001).
- Le chanteur Lou Reed fait mention de Annabel Lee à la fin de son morceau Edgar Allan Poe, sur l'album The Raven en 2003.
- Le groupe post-hardcore La Dispute reprend le poème dans son EP Here, Hear. en 2008.
- Le groupe coréen Adult Child reprend le poème en chanson sur l'album Dandelion en 2009.
- Le groupe sweatcore Alesana s'est inspiré du poème Annabel Lee dans la création de leur troisième album The Emptiness paru en janvier 2010.
- Le groupe de rock américain Black Rebel Motorcycle Club a publié, en 2010, une chanson intitulée Annabel Lee, disponible uniquement sur la version iTunes de l'album Beat The Devil’s Tattoo.
- Hubert-Félix Thiéfaine a consacré une chanson à son personnage éponyme : Trois Poèmes pour Annabel Lee, dans son seizième album studio Suppléments de mensonge (2011).
- Stevie Nicks a adapté le poème en chanson sur son dernier album In Your Dreams en 2011.
- Emily Hamilton, dans L'Ombre du mal (2012), cite une partie du poème d'Edgar Allan Poe.
- Le groupe de rock progressif Far From Your Sun reprend le poème dans un titre de plus de 12 minutes en 2014.
- Le groupe de metal gothique allemand Lord of the Lost a chanté le poème, mis en musique, dans son album Swan Songs paru en 2015.
- Cassandra Clare, dans The Mortal Instruments - Renaissance (2016), utilise ce poème pour l'intrigue de son histoire ainsi que pour les titres de ses chapitres.
- Dans le film : À tous les garçons : P.S. Je t'aime toujours (adapté du livre du même nom de Jenny Han) le personnage Peter utilise une partie du poème.
- Dans l'épisode 8 de la saison 2 de Altered Carbon, Mlle Fouille prend le nom d'Annabel Lee en l'honneur de l'œuvre d'Edgard Allan Poe qui lui rappelle son ami Poe.
- Dans la mini-série La Chute de la Maison Usher de Mike Flanagan, le personnage d'Annabel Lee Usher (interprétée par Katie Parker) et sa relation avec Roderick Usher est une référence au poème.
- Le groupe Indochine, dans son album Babel Babel,consacre une plage appelée Annabelle Lee.